# Музей пивоварения (Альтенбург)

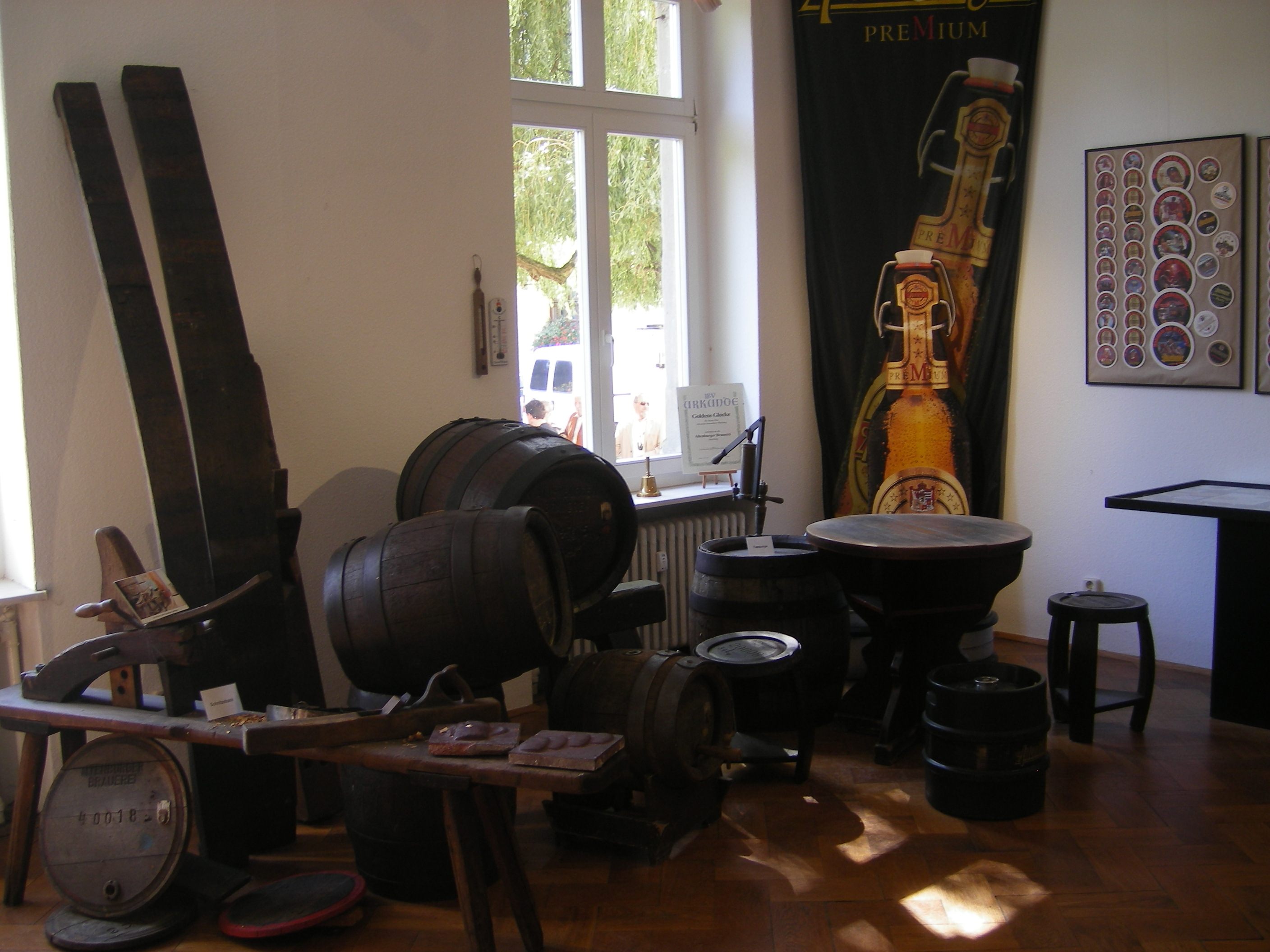
В музее (2010 год)

Музей пивоварения (нем. Altenburger Brauereimuseum) — музей пива и пивоварения в городе Альтенбург, Германия.

## История и описание
Музей находится на территории старейшей пивоварни Альтенбурга (Altenburger Brauerei), основанной в 1871 году. Он расположен в помещениях виллы хозяев пивоварни, построенной во второй половине XIX столетия и отреставрированной в начале XXI века.
Экспозиция располагается в пяти залах и представляет собой одно целое, показывающее посетителю весь процесс изготовления ячменного напитка — начиная от выбора воды и сырья. Демонстрируется фильм с пояснениями о производстве пива на этой пивоварне.
В следующих залах представлена история производства пива в Альтенбургской пивоварне, Альтенбургском районе и Тюрингии в целом. 
Далее можно увидеть собрание посуды, предназначенной издревле для разлива и хранения пива, старинных пивных бочек, бутылей и бутылок, а также инструментов ремесленного изготовления, использовавшихся прежде при пивоварении. Завершает экспозицию собрание печатной рекламы XIX—XX веков, касающейся пива и пивоварения.
К музею примыкает старинная пивная (Kneipe), в которой бережно сохраняется атмосфера начала XX столетия — мебель, посуда, декор, костюмы оберов — всё, соответствующее эпохе кайзеровской Германии.